# King Ralph
King Ralph is een Amerikaanse komische film uit 1991 van David S. Ward met in de titelrol John Goodman en verder met onder meer Peter O'Toole en John Hurt.
De film is losjes gebaseerd op Emlyn Williams' roman Headlong uit 1980.

## Verhaal
Door een bizar ongeluk tijdens het nemen van een familiefoto komt de gehele Britse koninklijke familie om het leven. Het is niet meteen duidelijk wie en waar de rechtmatige troonopvolger is, maar onderzoek wijst uit dat dit ene Ralph Jones is, een weinig succesvolle zanger/pianist die in een casino in Las Vegas werkt.
Hofmedewerker Sir Cedric Willingham (Peter O'Toole) probeert de nieuwe koning goede manieren en dergelijke bij te brengen, maar dit gaat met vallen en opstaan. Ondertussen huurt Lord Graves (John Hurt) Miranda (Camille Coduri) in om Ralph in een schandaal te verwikkelen, waarna hij dan zelf de troon kan opeisen.

## Rolverdeling
| Acteur           | Personage                               | Opmerkingen          |
| ---------------- | --------------------------------------- | -------------------- |
| John Goodman     | Ralph Jones/koning Ralph I              |                      |
| Peter O'Toole    | Sir Cedric Charles Willingham           | medewerker Brits hof |
| John Hurt        | Lord Percival Graves                    |                      |
| Camille Coduri   | Miranda Greene                          |                      |
| Ann Beach        | Miranda's moeder                        |                      |
| James Villiers   | Geoffrey Haile                          | premier              |
| Joely Richardson | prinses Anna van Finland                |                      |
| Julian Glover    | koning Gustav van Finland, Anna's vader |                      |
| Rudolph Walker   | koning Mulambon van Zambezi             |                      |